# Яранов, Евгений Герасимович
Евге́ний Гера́симович Яра́нов (8 октября 1950, Новая, Моркинский район, Марийская АССР, РСФСР, СССР) ― советский и российский художник, общественный деятель. Мастер сюжетно-тематических полотен и пейзажа. Председатель Марийского отделения Союза художников России (2005―2020), секретарь Союза художников России. Заслуженный художник Российской Федерации (2010). Лауреат Государственной премии Республики Марий Эл имени А. Григорьева (2019) и Премии Марийского комсомола имени Олыка Ипая (1990). 

## Биография
Родился 8 октября 1950 года в деревне Новая ныне Моркинского района Марий Эл в семье учителя-фронтовика, мать – директор начальной школы.
В 1965 году окончил Республиканскую школу-интернат для одарённых детей.
С 15 лет работал учеником слесаря, слесарь завода полупроводниковых приборов в г. Йошкар-Оле.
В 1968―1970 годах служил в рядах Советской армии, рядовой авиации.
В 1976 году окончил Марийское республиканское художественное училище.
С 1976 года ― учитель черчения, преподаватель композиции детской художественной школы № 1 г. Йошкар-Олы.
С 1982 года ― сотрудник Марийских мастерских Художественного фонда РСФСР, с 1996 года ― на свободной творческой работе.
В 2005—2020 годах – председатель Марийского отделения Союза художников России, с 2009 года ― секретарь Союза художников России. 
В 2009―2013 годах ― член Общественной палаты Республики Марий Эл.

## Художественное творчество
В 1984 году вошёл в общество художников картиной «Фотография на партбилет».
В 1985 году принят в Союз художников России.
В марийское искусство вошёл как мастер сюжетно-тематических полотен и пейзажа. Известны его работы «В дни Октября» (1981), «Монтажница» (1987), триптих «Две войны» («Заброшенная деревня», «Солдаты», «Родник») (1989―1990), «Умер друг» (1990), «Сын» (1990), «Пейзаж с луной» (1991), «Дикая яблоня» (1994), «Художник и время» (1997), «В лифте» (1999―2000), «Туманные берега Илети» (2004), «Набережная Брюгге» и др.
Его кисти принадлежит серия портретов марийских деятелей культуры, в том числе ― основоположника марийской литературы С. Чавайна, первого марийского киноактёра Й. Кырли, основоположника марийского профессионального художественного искусства А. Григорьева.
Много картин на военную тематику написал в Доме творчества «Академическая дача» имени И. Е. Репина. 
Со своими работами участвовал в республиканских, зональных, российских и международных выставках. Внёс большой вклад в организацию и проведение межрегиональной передвижной выставки «Большая Волга» (Казань, Пермь, Йошкар-Ола, 2013—2015).
В 1993, 2000 и 2005, 2020 годах прошли его персональные выставки в г. Йошкар-Оле. 
Работы Е. Г. Яранова хранятся и выставляются в российских музеях, музеях Марий Эл ― Национальном музее Республики Марий Эл им. Т. Евсеева и Республиканском музее изобразительных искусств, других музеях и в частных коллекциях за рубежом. 

## Признание
- Заслуженный художник Российской Федерации (19 апреля 2010)[2] — за заслуги в области изобразительного искусства[20]
- Заслуженный художник Республики Марий Эл (2000)[2]
- Золотой знак Союза художников России «Традиции, мастерство, духовность» (2010)[2]
- Медаль ордена «За заслуги перед Марий Эл» (2020)[21]
- Памятная медаль «Служение народу» (2020)[13]
- Государственная премия Республики Марий Эл в области изобразительного искусства имени А. Григорьева (2019)
- Премия Марийского комсомола имени Олыка Ипая (1990)[2]